# Стюарт, Давид, граф Стратерн
Дэвид Стюарт (1357 — ок. 1386) — граф Стратерн с 1371 года, принц Шотландии, шотландский магнат XIV века. 

## Биография
Давид был старшим сыном короля Роберта II от второго брака с Ефимией де Росс. Король Роберт 27 марта 1371 года, на следующий день после своей коронации, пожаловал Дэвиду титул графа Стратерна.
19 июня 1371 года он был пожалован грамотой на баронство Аркарт. Он получил замок Брааль в Кейтнессе 21 марта 1375 года, а также приобрёл титул графа Кейтнесса в период между 1375 и 28 декабря 1377 года, когда его стали именовать «графом палатином Стратерна и Кейтнесса».
Судился со своим старшим сводным братом Александром Стюартом, графом Бухана, который к 1385 году занял его замок Аркарт.
Точно неясно, но очень вероятно, что он умер в марте 1386 года, во всяком случае, не позднее чем в 1389 году. Его женой была дочь сэра Александра Линдси из Гленеска, которая была сестрой Дэвида Линдси, 1-го графа Кроуфорда. У них родилась дочь, Ефимия, которая унаследовала графство.